# Jerzy Łanowski
Jerzy Wiktor Feliks Łanowski, pseud. literacki Georgius Arvalis (ur. 5 czerwca 1919 we Lwowie, zm. 24 stycznia 2000 we Wrocławiu) – polski filolog klasyczny, profesor Uniwersytetu Wrocławskiego. Autor prac naukowych z dziedziny literatury greckiej, tłumacz m.in. Eurypidesa i Menandra. Odznaczony Krzyżem Oficerskim Orderu Odrodzenia Polski (1993).

## Edukacja
- 1937 matura w gimnazjum klasycznym we Lwowie.
- 1937–1939 studia filologii klasycznej w Uniwersytecie Jana Kazimierza we Lwowie.
- 1945 magister filologii klasycznej w Uniwersytecie im. Iwana Franki we Lwowie na podstawie pracy pt. De Vergilio Theocriti Pharmaceutriarum imitatore (prom. prof. Jerzy Manteuffel).
- 6 maja 1946 magister filozofii w zakresie filologii klasycznej uzyskany na Uniwersytecie i Politechnice we Wrocławiu. Praca magisterska (druga) pt. Sententiarum Menandri capita tria: de deis, de vita et morte, de Fortuna.
- 1950 doktor nauk humanistycznych na podstawie dysertacji pt. De monostichis Menandri quaestiones selectae (druk w czasopiśmie "Eos" 1950, nr 1, s. 35-74).
- 1955 docent.
- 1964 profesor nadzwyczajny.
- 1981 profesor zwyczajny.

## Publikacje

### Publikacje książkowe
- 500 zagadek antycznych (1966)
- Antologia anegdoty antycznej (1963, 1970, 1984)
- Philogelos albo śmieszek (1965, 1986)
- Szlakiem siedmiu cudów starożytności (1964)
- Święte igrzyska olimpijskie (1981, 2000)
- Literatura Grecji starożytnej w zarysie (1987); nowa redakcja (opracowana we współpracy z ks. prof. Markiem Starowieyskim) pt. Literatura Grecji starożytnej. Od Homera do Justyniana (1996).

### Tłumaczenia z języka greckiego
- Menander, Odludek albo Mizantrop (1960)
- Eurypides, Tragedie, t. 1-3 (1967, 1972, 1980).
- Sofokles, Filoktet (1975)
- Menander, Wybór komedii i fragmentów (1982)
- Chrystus cierpiący (1995)
- Hezjod, Narodziny bogów (Theogonia), Prace i dni, Tarcza, przełożył, wstępem i przypisami opatrzył Jerzy Łanowski (Warszawa 1999).

### Poezje łacińskie i polskie
- Georgius Arvalis, Wiersze ulotne, Wrocław 2002.